# Lamsberg
Der Lamsberg ist eine 312 m ü. NHN hohe, im nordhessischen Schwalm-Eder-Kreis bei Gudensberg befindliche Basaltkuppe im Westhessischen Bergland.

## Geographische Lage
Der Lamsberg erhebt sich als Teil der Gudensberger Kuppenschwelle in der Westhessischen Senke östlich der Gudensberger Kernstadt. Etwas ostsüdöstlich des größtenteils bewaldeten Bergs befindet sich der Ittersberg, und südsüdöstlich liegt die Mader Heide.
Ostsüdöstlich des Lamsbergs, in der Einsenkung zum Ittersberg, entspringt der Eder-Zufluss Sommerbach, der auch vom nördlich des Bergs gelegenen Sonneborn gespeist wird. Nördlich vorbei verläuft in West-Ost-Richtung die Kreisstraße 7 von Gudensberg nach Deute. Früher verlief auch die Kleinbahnstrecke Grifte–Gudensberg, von der heute noch die Laderampe des einstigen Tagebaus zeugt, am Lamsberg vorbei.

## Wissenswertes
Am Lamsberg wurden Funde aus der Rössener Kultur (4500 bis 4300 v. Chr.) entdeckt, einer Epoche der mittleren Jungsteinzeit. Früher gab es am Berg einen Basalttagebau. Heutzutage steht auf dem Berg eine Windkraftanlage und am Südfuß befinden sich ein Schützenhaus mit Schießstand und eine Grillhütte. Vom Berg kann die Aussicht auf Gudensberg und den Chattengau mit dem nahen Edertal genossen werden.

## Sage
Der Sage nach wollte der Teufel vom Lamsberg oder Mader Stein aus die erste Kirche des Bonifatius in Fritzlar, die aus dem Holz der Donareiche errichtet worden war, mit einem Stein zerschmettern. Dieser blieb ihm aber beim Werfen im Ärmel hängen und fiel auf ein Feld am Ortsrand von Maden. Der Stein wird Wotanstein genannt.